# Вячеславка (Приморский район)
Вячесла́вка (укр. Вячеславка) — село,
Вячеславский сельский совет,
Приморский район,
Запорожская область,
Украина.
Код КОАТУУ — 2324880401. Население по переписи 2001 года составляло 914 человек.
Является административным центром Вячеславского сельского совета, в который, кроме того, входит село
Мариновка.

## Географическое положение
Село Вячеславка находится на берегах реки Лозоватка,
выше по течению на расстоянии в 3 км расположено село Болгарка,
ниже по течению на расстоянии в 3 км расположено село Мариновка.

## История
- 1862 год — дата основания села переселенцами-болгарами, выходцами из Бессарабии на месте ногайских поселений Джагенлы и Ягандашеклы.

## Экономика
- «Первое Мая», ООО.

## Объекты социальной сферы
- Школа I—III ступеней[2].
- Детский сад.
- Клуб.
- Дом культуры.
- Фельдшерско-акушерский пункт.

## Достопримечательности
- Братская могила советских воинов.
- Памятник Ленину, возле Дома Культуры.